# Nicolaas van der Borcht

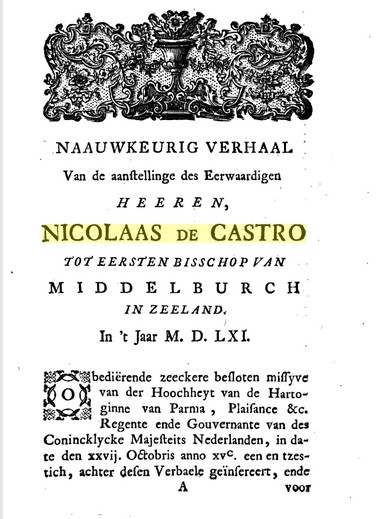

Nicolaas van der Borcht (Leuven, omstreeks 1503 - Middelburg, 17 mei 1573) was een Zuid-Nederlands geestelijke en een bisschop van de Rooms-Katholieke Kerk.
Van der Borcht, ook bekend onder de naam Nicolaus a Castro, was kanunnik in Utrecht. Nadat het bisdom Middelburg in 1559 was ingesteld middels de bul Super universas, werd hij er op 10 maart 1561 benoemd tot eerste bisschop. Zijn bisschopswijding vond plaats op 16 december 1561.
Als bisschop werd hij tevens abt van de Onze Lieve Vrouwe-abdij in Middelburg. In die functie had Van der Borcht zitting in de Staten van Zeeland, waar hij de stem van de geestelijkheid uitbracht. Dit was in lijn van de opvattingen van de landsheer Filips II en kardinaal Granvelle, de bedenkers van het plan de bisschoppelijke structuur in de Nederlanden op een andere manier op te zetten om door beïnvloeding van de bisschoppelijke benoemingen de zelfstandige politieke invloed van de geestelijkheid terug te dringen. Van der Borcht had al eerder ambtelijke functies bekleed als boekencensor onder Karel V en inquisiteur van Sonnius, en had mede daarom de voorkeur gekregen bij de bisschopsbenoeming boven een meer zelfstandig persoon als de vorige abt, Mathias van Heeswijk. Deze procedure werd gehanteerd in meerdere in 1559 in de Nederlanden ingestelde bisdommen.
Nadat Den Briel op 1 april 1572 was ingenomen, kozen bijna alle steden in de graafschappen Holland en Zeeland de kant van de opstand. Middelburg bleef echter getrouw aan de landsheer. Van der Borcht overleed tijdens het beleg van Middelburg (1572-1574).
- Gemeinsame Normdatei: 1018050213
- International Standard Name Identifier: 0000 0003 6108 700X
- Nederlandse Thesaurus van Auteursnamen: 070665672
- Virtual International Authority File: 221237898
- WorldCat: E39PBJd8dXbmYVb9WRQvhkPbBP